# Botswaanse Democratische Partij
De Botswaanse Democratische Partij of Botswana Democratic Party (BDP), is een politieke partij in Botswana.
De BDP werd in 1961 (onder de naam Bechuanaland Democratic Party) opgericht door Seretse Khama en andere nationalisten. In 1965 werd Seretse Khama premier van een autonoom Botswana. Bij de verkiezingen van dat jaar won de BDP 28 van de 31 zetels. In 1966 werd Khama (overleden 1980) president en sindsdien was de BDP ononderbroken aan de macht tot 2024. Bij de verkiezingen van dat jaar werd ze verslagen door een monsterverbond van partijen, onder leiding van de Umbrella for Democratic Change. Met slechts vier zetels in de nieuwe National Assembly is ze niet eens de grootste oppositiepartij.

Bij de verkiezingen van 1999 behaalde de partij 33 van de 44 parlementszetels, dat is 54,2% van de stemmen. In 2004 kwamen daar tien zetels bij. Bij de parlementsverkiezingen van 2009 kwam de partij op 45 van de 57 zetels (53,3%). In 2014 leed de partij een flinke nederlaag en verloor 8 zetels. Een bescheiden winst van 1 zetel behaalde de partij onder leiding van Mokgweetsi Masisi in 2019. Masisi is sinds 2017 partijleider van de BDP en sinds 2019 de vijfde president van Botswana. Masisi's voorganger als president, Ian Khama, heeft Masisi beschuldigd van een autoritaire regeringsstijl en scheidde zich in 2018 af van de BDP en vormde het Botswaanse Patriottische Front (BPF).
De BDP is prowesters, interraciaal (gericht op verzoening en harmonie tussen de Afrikaanse en de blanke bevolking) en is democratisch. De BDP brengt Botswana rust en stabiliteit. De partij wordt ervan verdacht geld aan te nemen van de Verenigde Staten in ruil voor gunstige contracten voor het Amerikaanse bedrijfsleven (met name in de diamantmijnbouw).
De partij heeft een aantal leidende principes, die kunnen worden teruggebracht tot het concept Kagisano, een woord uit het Tswana dat meerdere betekenissen heeft, zoals eenheid, vrede, harmonie en gemeenschapsgevoel.
De BDP is consultatief lid van de Socialistische Internationale.
Belangrijke leden:
- Mokgweetsi Masisi (president van Botswana sinds 2019)
- Ponatshego Kedikilwe
- Seretse Khama
- Quett Masire
- Festus Gontebanye Mogae
- Ian Khama (tot 2018)